# Pegboard Nerds
Pegboard Nerds es un dúo de disc jockeys y productores de música electrónica, formado por Alexander Odden (proveniente de Hamar, Noruega), y Michael Parsberg (nacido en Copenhague, Dinamarca).
Actualmente, sus canciones son grabadas y producidas por la discográfica canadiense Monstercat, con la cual ya ha sacado 4 discos. Es considerada una de las bandas más exitosas de música electrónica y sus derivaciones, en especial EDM (música electrónica de baile), a pesar del poco tiempo en escena.

## Historia
El grupo está formado por Alexander Odden, nacido en Hamar, Noruega, y Michael Parsberg, de Copenhague, Dinamarca. Antes de unirse, ya tenían más de 20 años de conocimiento de música EDM y de subgéneros como el Trance, House, Eurodance, Electro y Techno. Se unieron primero en el año 2005, y empezaron a hacer remixes de otras canciones, hasta que en 2012 decidieron unirse oficialmente para crear su banda con el nombre de "Pegboard Nerds". El nombre viene de un anagrama de sus apellidos 'Parsberg' y 'Odden'

En la actualidad ya cuentan con más de 20 remixes y más de 10 producciones, habiendo remixado canciones de Krewella, Skrillex, J. Viewz, MSD, Jillian Ann, entre otros. También han colaborado con artistas tales como Excision, Jauz, Krewella, Infected Mushroom, Tristam y Splitbreed. Han tocado en vivo en numerosos eventos y festivales de música, entre ellos Ultra Music Festival, Global Gathering, Sunset Music Festival, Creamfields, Summers END, Tomorrowland, Reading Leeds, Electric Zoo, USC Events y Paradiso Festival como los más destacados.

Los Pegboard Nerds han conseguido un gran éxito, y en la actualidad son considerados uno de los mejores grupos de música electrónica, habiendo sido muchas veces comparados con artistas reconocidos internacionalmente, como Skrillex, Krewella y KNOW TIME

## Discografía

### Singles
- 2012: Pegboard Nerds - Det Derfor (Ft. Dice & Joey Moe)
- 2012: Pegboard Nerds - Ingen Anden Drøm (Ft. Morten Breum)
- 2012: Pegboard Nerds - Gunpoint [Monstercat]
- 2012: Pegboard Nerds - Disconnected [Monstercat]
- 2012: Pegboard Nerds - Pressure Cooker [Monstercat]
- 2012: Pegboard Nerds - Rocktronik [Monstercat]
- 2012: Pegboard Nerds - Fire In The Hole [Monstercat]
- 2012: Pegboard Nerds - Self Destruct [Monstercat]
- 2013: Pegboard Nerds & Splitbreed - We Are One [Monstercat]
- 2013: Pegboard Nerds & Tristam - Razor Sharp [Monstercat]
- 2013: Pegboard Nerds & MisterWives - Coffins [Monstercat]
- 2014: Pegboard Nerds - Bassline Kickin [Monstercat]
- 2014: Pegboard Nerds - Hero (Ft. Elizaveta) [Monstercat]
- 2014: Pegboard Nerds - Here It Comes [Monstercat]
- 2014: Pegboard Nerds - New Style [Monstercat]
- 2014: Pegboard Nerds - BADBOI [Monstercat]
- 2014: Pegboard Nerds - Emergency [Monstercat]
- 2014: Krewella & Pegboard Nerds - This Is Not The End
- 2015: Pegboard Nerds - Try This [Monstercat]
- 2015: Pegboard Nerds - Swamp Thing [Monstercat]
- 2015: Jauz & Pegboard Nerds - Get On Up [Monatercat]
- 2015: Pegboard Nerds - Just Like That (Ft. Jonnhy Graves) [Monstercat]
- 2015: Pegboard Nerds - Downhearted Ft. Jonny Rose [Monstercat]
- 2015: Pegboard Nerds - Emoji [Monstercat]
- 2015: Pegboard Nerds - Pink Cloud (Ft. Max Collins) [Monstercat]
- 2015: Pegboard Nerds - Luigis Mansion [Monstercat]
- 2016: Pegboard Nerds - Hearbit (Ft. Tia) [Monstercat]
- 2016: Pegboard Nerds & Grabbitz - All Alone
- 2016: Pegboard Nerds - Blackout [Monstercat]
- 2016: Pegboard Nerds & Snails - Deep In The Night [Monstercat]
- 2016: Pegboard Nerds - BAMF [Monstercat]
- 2016: Pegboard Nerds - Melodymania [Monstercat]
- 2017: Pegboard Nerds & Tony Junior - Voodoo [Spinnin Records]
- 2017: Pegboard Nerds x Quiet Disorder - Move That Body [Monstercat Release]
- 2017: Pegboard Nerds & Spyker - Extraordinary (Ft. Elizaveta) [Monstercat Release]
- 2017: Pegboard Nerds (ft. Koda) - Heaven Let Us Down
- 2017: Pegboard Nerds - Another Round (feat. Krewella)
- 2017: Pegboard Nerds - Just Dance (feat. Tia Simone)
- 2018: Pegboard Nerds - Supersonic (feat. chimeric)
- 2018: Pegboard Nerds & Lug00ber - Bring Me Joy [Monstercat Release]
- 2018: Pegboard Nerds - Party Freaks(feat. Anna Yvette) [Monstercat Release]
- 2018: Pegboard Nerds - Purple People Eater [Monstercat Release]
- 2018: Pegboard Nerds - Harpoon (feat. Knife Party) [Monstercat Release]
- 2019: Pegboard Nerds - Gunslinga (feat. MC Mota) [Monstercat Release]
- 2019: Pegboard Nerds - Computer Hakka (feat. Ragga Twins) [Monstercat Release]